# 13e groupe d'autos-mitrailleuses et autos-canons
Pour les articles homonymes, voir 13e groupe (unité militaire).
Le 13e groupe d'autos-mitrailleuses et autos-canons (ou 13e GAMAC), constitué en novembre 1914, est l'un des 17 groupes d'autos-mitrailleuses et autos-canons, petites unités d'artillerie légère mobile mises à disposition de l'armée française pendant la campagne contre l'Allemagne.

## Création, dénominations et affectations
Créé au début de novembre 1914 par l'état-major du gouverneur militaire de Paris, le 13e groupe d'autos-canons de la Marine lui reste affecté jusqu'au 10 mai 1915 lorsqu'il est rattaché à la 5e division de cavalerie, organiquement affectée au 2e corps de cavalerie. Le groupe est dissous au front en tant qu'unité de Marine le 21 mai 1916 et immédiatement recréé comme unité de l'armée de terre sous le nom de 13e groupe d'autos-mitrailleuses et autos-canons, toujours organiquement affecté à la 5e division de cavalerie. Ce rattachement perdure jusqu'à la fin des hostilités et est maintenu dans l'après-guerre.
Le 13e groupe d’autos-mitrailleuses de cavalerie (A.M.C.) très vraisemblablement dissous en août 1919, reconstitué sous ce nom en janvier 1922 devient 13e escadron d’autos-mitrailleuses de cavalerie (EAMC) le 1er novembre 1922 puis 5e EAMC le 1er mars 1923.

## Historique des campagnes et batailles

### Campagne contre l'Allemagne
1914
Jusqu'à fin décembre le groupe est à l'instruction à Vincennes.
1915
- Dès qu'il est opérationnel, début janvier, le 13e groupe de Marine est affecté au camp retranché de Paris pour prendre un service de défense contre aéronefs à Athis-Mons puis à Wissous. Il y reste tout l'hiver et au printemps.
- Affecté à la 5e division de cavalerie (DC) le 10 mai, il rejoint son état-major quelques jours plus tard à Izel-les-Hameaux. Plusieurs stationnements dans le Pas-de-Calais, sans emploi particulier, jalonnent la vie du groupe pendant l'été.
- Le 12 septembre le groupe est dirigé vers le front de la Marne, sa DC, de concert avec les 4e et 7e divisions de cavalerie, devant participer à une importante offensive au nord de Suippes. Cette opération étant annulée, la 5e DC retourne vers Épernay pour cantonner à Esternay afin de prendre un service dans les tranchées à Prunay le 26 octobre.
- En novembre le cantonnement est déplacé à Tours-sur-Marne pour permettre au groupe de poursuivre dans les tranchées non loin de Prosnes (est de Reims).

1916
- Le groupe continue d'assurer son service aux tranchées jusqu'au 25 mai, jour où il est dissous au front et reformé immédiatement comme 13e groupe d'autos-mitrailleuses et autos-canons (GAMAC) de l'armée de terre.
- En juillet et août il assure un service de tranchées à l'est de Reims à partir de son cantonnement d'Ambonnay.
- D'août à fin décembre, cantonné à la caserne Clarental à Lunéville il assure un service de tranchées à Hénaménil.

1917

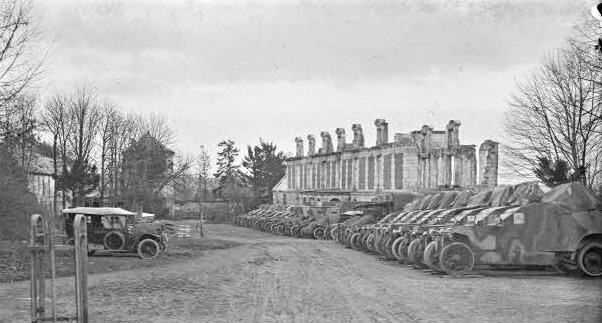
11e et 13e GAMAC (Nampcel, mars 1918).

- Durant le premier trimestre le groupe stationne dans les Vosges et dans le Doubs à Montbéliard sans engagement particulier.
- D'avril à fin mai il revient à l'ouest de Reims et dans l'Oise pour finalement installer son cantonnement à Nampcel pour cinq mois et demi, ce qui le place non loin de la basse forêt de Coucy, où il assure pendant ce temps un service de tranchées.
- À la mi-novembre, le groupe est retiré du front pour une période de repos qui l'amène à Chantilly puis à Luzarches jusqu'à fin décembre.

1918
- De retour à Nampcel pour tout le premier trimestre, le 13e GAMAC est engagé dans la défense de Noyon les 22 et 23 mars. Sa conduite au cours des combats lui vaut une citation à l'ordre de l'armée. Trois jours plus tard, il fait mouvement en urgence vers Montdidier où il contribue à protéger l'infanterie dans une opération de repli très périlleuse du 28 au 30 mars, engagement au cours duquel un de ses hommes est blessé, un maréchal-des-logis et le capitaine Dubois tués.
- D'avril à fin mai le groupe est au repos d'abord dans la région des Andelys, puis près d'Épernay. Il est alors appelé à participer à la défense de Fismes fin mai et doit faire face à de violents engagements.
- En juin, le groupe se replie au sud de la Marne, intervient à l'ouest d'Épernay du 16 au 20 juillet dans des combats violents[1], avant d'occuper divers stationnements dans l'Aube, de nouveau dans la Marne vers Chalons, puis à proximité de Saint-Dizier où l'armistice interrompt ces mouvements plus ou moins erratiques.

### Après l'armistice en France
1918-août 1919
- Cinq jours après l'armistice, le 13e groupe revient des Vosges par la Lorraine, passe à Lunéville et Baccarat pour gagner Le Raincy (Seine-Saint-Denis) où il cantonne à partir du 28 novembre 1918. Les 11e et 13e GAMAC reçoivent la fourragère aux couleurs de la Croix de guerre le 18 mars 1919 lors d'une prise d'armes suivie d'un défilé. Le 13e groupe reste au Raincy jusqu'au 20 mai 1919 lorsqu'il est temporairement affecté, avec le 8e et le 11e GAMAC, aux troupes d'occupation en Allemagne à Mayence. Il est rapatrié le 6 août 1919 à Melun, où il est dissous quelques jours plus tard.

1922
Des travaux sur le groupe et d'après les nominations d'officiers, il ressort que le groupe est reconstitué en janvier 1922 en tant que 13e groupe d'autos-mitrailleuses de cavalerie (AMC). Il apparait rester en garnison à Melun.

## Commandants du13egroupe
- Période Marine[2].
  - Lieutenant de vaisseau Léon Masquart (novembre 1914 - 21 mai 1915) qui commande également la 25e section.
  - L'enseigne de vaisseau de 1re classe François de Tonquédec, chef de la 26e section depuis la création du groupe jusqu'au 21 mai 1916.
- Période Cavalerie[3]
  - Capitaine Debruges du 21 mai 1916 au 31 mai 1917[4].
  - Capitaine René Dubois (1er juin 1917 - 30 mars 1918), mort pour la France.
  - Lieutenant puis capitaine Armand Gelin (1er avril 1918 - 18 juillet 1919).
  - Capitaine Camille de Séroux à partir du 1er janvier 1922.

## Pertes du groupe en opérations
Les travaux sur le 13e groupe ne font mention que des pertes présentées ci-dessous. Au vu des pertes des autres groupes, il est probable que d'autres pertes n'ont pu être repérées. Une Action AMAC qualifie une opération dans laquelle il a été fait principalement appel aux spécificités de ces unités mobiles composées de voitures blindées, bien armées en mitrailleuses et canons, servies par du personnel expérimenté et solidaire,.
| Grade              | Nom            | Date de blessure/décès/disparition | Circonstance |
| ------------------ | -------------- | ---------------------------------- | ------------ |
| Soldat             | Henri Labarthe | Blessé le 16 mars 1916             | Tranchées    |
| Maréchal-des-logis | Louis Caron    | Tué le 30 mars 1918                | Action AMAC  |
| Soldat             | Paul Janvier   | Tué le 30 mars 1918                | Action AMAC  |
| Capitaine          | René Dubois    | Tué le 30 mars 1918                | Action AMAC  |

## Distinctions et décorations
Le 13e Groupe mixte d’autos-mitrailleuses et d’autos-canons reçoit trois citations à l’ordre de l’armée :
- Citation à l'ordre de la 1re armée du 20 avril 1918 :

« Unité animée tout entière du plus bel esprit offensif et d'un courage hors de pair. A, sous le commandement du capitaine Dubois, tué en pleine action sur une auto-mitrailleuse dont il dirigeait le tir, joué un rôle extrêmement brillant le 30 mars 1918, contribuant à la reprise d'un village âprement défendu par l'ennemi, lui occasionnant des pertes considérables, n'hésitant pas à se lancer au milieu des tirailleurs ennemis, jetant la panique dans leurs rangs et ramenant dans nos lignes une mitrailleuse allemande et ses quatre servants prisonniers,. »

- Ordre du Grand quartier général n°13742 "D" du 22 février 1919 :

« Sous le commandement du capitaine Gelin, a exécuté au cours des journées de combat au nord de la Marne, du 28 au 30 mai 1918, des reconnaissances hardies et fructueuses. Grâce à son heureuse intervention, le 28 mai 1918, a permis le mouvement d'un bataillon menacé par un ennemi très supérieur en nombre, et en plein bois. Entouré de toutes parts par les Allemands qui s'étaient avancés jusqu'à vingt mètres de ses voitures, leur a infligé des pertes sérieuses pendant plus d'une heure de combat acharné. »

Ces deux citations lui valent de se voir attribuer le 1er mars 1919 la fourragère aux couleurs de la Croix de guerre, épinglée sur son fanion par le général Humbert, commandant la 3e armée, lors d’une prise d'armes à Vincennes le 18 mars 1919.
S’y ajoute cette citation du 15 mai 1918 à l’ordre de l’armée, prononcée dans des termes identiques à celles des 11e et 16e groupes :

« Le 13e Groupe d’autos-canons et autos-mitrailleuses : engagé dans la bataille au cours d’opérations récentes sous les ordres du capitaine Gelin a donné la preuve d’une audace et d’une endurance remarquables. Sans cesse sur la brèche, a pris part journellement à de durs combats, harcelant l’ennemi, accompagnant à différentes reprises les vagues d’assaut d’infanterie, contribuant à faciliter leur progression ou couvrant leur retraite. A assuré les service des liaisons sous les feux les plus violents, tenant le commandement au courant des projets de l’ennemi et rapportant des renseignements toujours contrôlés. Cette unité a donné à tous le plus bel exemple de hardiesse et de mépris du danger et a rendu, dans une période difficile les plus éminents services. »

## Personnalités ayant servi au sein du groupe
- Lucien Bechmann (1880-1968), soldat, brigadier, maréchal-des-logis, architecte.
- Bruno Leydet (1890-1962), maréchal-des-logis, promu sous-lieutenant, homme de lettres, publie sous le nom de Bertrand Defos, contributeur de Taca Tac Teuf Teuf.
- Charles Millevoye (1881-1915), sous-lieutenant, fils de Lucien Millevoye, député, rédacteur en chef du journal La Patrie.
- Henri Marie Pierre François de Quengo de Tonquédec (1872-1954), enseigne de vaisseau de 1re classe, membre d'une famille subsistante de la noblesse française d'origine bretonne.

## Matériels
- Lors de sa constitution

En tant que groupe d'autos-canons de la Marine, le 13e groupe est équipé de six autos-canons sommairement blindés, construits sur un châssis Peugeot torpédo type 146, de 1913, muni de son moteur 18 HP et de quatre autos-mitrailleuses Renault ED, type 1914, dotées d'une faible protection blindée, munies du même moteur.
- Dotation en blindés modèles 1915

Le 13e groupe reçoit les nouveaux modèles d'autos-canons à l'épreuve de la balle perforante allemande (dite balle S) le 9 janvier 1915. Il en est cependant désaisi un mois plus tard au profit du 3e groupe et ne récupère un nouvel ensemble que fin mars. Les autos-mitrailleuses blindées modèle 1915 sont livrées en mai 1915.
- Dotation en autos-mitrailleuse-canon White TBC

À une date non connue mais avant le 19 mars 1919 lorsqu'il défile à Vincennes, le groupe est doté des nouvelles autos-mitrailleuse-canon construites selon les dessins et brevets de MM de Ségur et Lorfeuvre sur des châssis américains White TBC. Celles-ci sont recyclées dans un autre groupe à la dissolution du 13e GAMAC en août 1919.
- Autres véhicules

Initialement doté de deux camions de ravitaillement, le groupe reçoit deux camions supplémentaires fin 1915 juin 1915. À cette date il dispose aussi de deux voitures de liaison.